# Fiskevenner
Fiskevenner er en dansk børnefilm fra 1988 med instruktion og manuskript af Ulla Boje Rasmussen.

## Handling
Venskab og oplevelser der opstår da to 13-årige drenge mødes ved en å, begge er bidt af den samme lidenskab: at fiske.